# 大眾文學
大眾文學或大眾小說，是相對於重視藝術性的純文學，以一般大眾為對象，重視娛樂性、易讀性的文學或小說之總稱。也稱作「通俗文學」、「通俗小說」，「娛樂文學」、「娛樂小說」也是同義語。相对此概念，有纯文学或严肃文学可用。

## 日本的大眾文學
1885年（明治18年），尾崎紅葉等人結成「硯友社」，主張娛樂性、戲作的文學，日後成為大眾小說原型的人情小說・風俗小說就此誕生。
1913年（大正2年），中里介山在『都新聞』連載『大菩薩峠』，之後獲得爆發的人氣。關東大震災的前後，大眾傳媒開始發達，『國王』『週刊朝日』等大眾雜誌創刊，大佛次郎、吉川英治、村松梢風、直木三十五等許多大眾作家登場。
1924年（大正13年），菊池寛提唱介於創作小說和講談中間的「讀物文藝」。1925年，白井喬二等大眾作家結成「二十一日會」，翌年發行同人月刊雜誌『大眾文藝』。國枝史郎、小酒井不木、江戶川亂步等偵探小說的作家也是「二十一日會」的成員。
大正中期，在報紙、婦人雜誌、娛樂雜誌等大量出版物刊載的現代小說被稱作「通俗小說」。
1927年，平凡社開始出版圓本『現代大眾文學全集』，「大眾文學」的稱呼開始一般化。
昭和以後，吉川英治順應時代，用西洋浪漫的方法和日本的英雄崇拝、義理人情的表現，成為流行作家。又，受到福爾摩斯的啟發，岡本綺堂『半七捕物帳』、野村胡堂『錢形平次捕物控』等捕物帳、獅子文六『悦ちゃん』等的幽默小說、直木三十五『南國太平記』、大佛次郎『鞍馬天狗』、林不忘『丹下左膳』等人氣作品誕生。
昭和初期，時代小說以外，偵探小說、科學小說、幽默小說、實錄小說等也包含在大眾小說的範疇之內。
發現通俗小說的新境地的菊池寛透過『文藝春秋』創刊等活動，作為文壇的大御所，努力培養新進作家，迎來大眾小說的全盛期。其影響廣大，標榜「文學的大眾化」的無產階級文學陣營，也強烈意識到大眾小說的存在，徳永直、貴司山治等人提唱「無產階級大眾小說」的創造。
以『新青年』誌為中心的江戶川亂步、小栗蟲太郎、橘外男等偵探小說興隆，國枝史郎『神州纐纈城』等傳奇小說、海野十三的科學小說、夢野久作、久生十蘭等所謂異端作家，使江戶時代以來的怪奇幻想趣味復活。
1931年，谷崎潤一郎在『新青年』連載「武州公秘話」、長谷川伸在『中央公論』刊載「一本刀土俵入」，大眾文學開始受到文壇注目。
現代，大眾小說因為種類的多樣化，已細分為不同的類別，一般不再作為分類使用。

## 主要的日本大眾文學賞
- 週日毎日大眾文藝賞
- 直木賞
- 山本周五郎賞
- 吉川英治文學賞・吉川英治文學新人賞
- 柴田鍊三郎賞

## 脚注
1. ↑  『日本国語大辞典』